# Matt Rao
Matthew „Matt” Rao (ur. 3 maja 1994 roku) – brytyjski kierowca wyścigowy.

## Życiorys
Rao rozpoczął karierę w jednomiejscowych samochodach wyścigowych w wieku 17 lat w 2011 roku od startów w Formule Ford. W klasie Scholarship Brytyjskiej Formuły Ford odniósł jedno zwycięstwo oraz dziewięciokrotnie stawał na podium. Uzbierane 243 punkty pozwoliły mu zdobyć tytuł wicemistrza w swojej klasie. W Europejskim Pucharze Formuły Ford nie zdobywał punktów. W tym samym roku nie dojechał do mety Festiwalu Formuły Ford. W późniejszych latach Brytyjczyk pojawiał się także w stawce edycji zimowej Brytyjskiej Formuły Renault Protyre BARC, Brytyjskiej Formuły Renault Protyre BARC, Holenderskiej Formuły Ford, Toyota Racing Series New Zealand oraz Brytyjskiej Formuły 3. W brytyjskiej edycji Formuły 3 w 2014 zdobył tytuł wicemistrzowski.